# Lutas nos Jogos Pan-Americanos de 2019 - Greco-romana até 97 kg masculino
A categoria até 97 kg masculino foi um dos eventos da luta greco-romana nos Jogos Pan-Americanos de 2019. Foi disputada em 7 de agosto, no Coliseu Miguel Grau.

## Calendário
Horário local (UTC-5).
| Data        | Horário | Fase                |
| ----------- | ------- | ------------------- |
| 7 de agosto | 10:36   | Quartas de final    |
| 7 de agosto | 11:43   | Semifinal           |
| 7 de agosto | 18:19   | Disputa pelo bronze |
| 7 de agosto | 18:28   | Final               |

## Medalhistas
| Ouro   | CUB Gabriel Rosillo               |
| Prata  | USA G'Angelo Hancock              |
| Bronze | HON Kevin Mejía VEN Luillys Pérez |

## Resultados

### Chave
|  | Quartas-de-final         | Quartas-de-final         | Quartas-de-final |  |  | Semifinais               | Semifinais               | Semifinais            |   |                        | Final                  | Final | Final |
|  |                          |                          |                  |  |  |                          |                          |                       |   |                        |                        |       |       |
|  | G'Angelo Hancock (USA)   | G'Angelo Hancock (USA)   | 9                |  |  |                          |                          |                       |   |                        |                        |       |       |
|  | Thomas Barreiro (CAN)    | Thomas Barreiro (CAN)    | 0                |  |  | G'Angelo Hancock (USA)   | G'Angelo Hancock (USA)   | 10                    |   |                        |                        |       |       |
|  | Óscar Loango (COL)       | Óscar Loango (COL)       | 0                |  |  | Kevin Mejía (HON)        | Kevin Mejía (HON)        | 0                     |   |                        |                        |       |       |
|  | Kevin Mejía (HON)        | Kevin Mejía (HON)        | 7                |  |  |                          |                          |                       |   | G'Angelo Hancock (USA) | G'Angelo Hancock (USA) | 2     |       |
|  | José Antonio Arias (DOM) | José Antonio Arias (DOM) | 4F               |  |  |                          | Gabriel Rosillo (CUB)    | Gabriel Rosillo (CUB) | 7 |                        |                        |       |       |
|  | Bryan Cruz (PER)         | Bryan Cruz (PER)         | 2                |  |  | José Antonio Arias (DOM) | José Antonio Arias (DOM) | 0                     |   |                        |                        |       |       |
|  | Gabriel Rosillo (CUB)    | Gabriel Rosillo (CUB)    | 9                |  |  | Gabriel Rosillo (CUB)    | Gabriel Rosillo (CUB)    | 8                     |   |                        |                        |       |       |
|  | Luillys Pérez (VEN)      | Luillys Pérez (VEN)      | 0                |  |  |                          |                          |                       |   |                        |                        |       |       |
|  |                          |                          |                  |  |  |                          |                          |                       |   |                        |                        |       |       |
|  |                          |                          |                  |  |  |                          |                          |                       |   |                        |                        |       |       |

### Repescagem
|  | Primeira rodada       | Primeira rodada       | Primeira rodada |  |  | Disputa do bronze     | Disputa do bronze     | Disputa do bronze |
|  |                       |                       |                 |  |  |                       |                       |                   |
|  | Bye                   |                       |                 |  |  |                       |                       |                   |
|  | Thomas Barreiro (CAN) | Thomas Barreiro (CAN) |                 |  |  | Thomas Barreiro (CAN) | Thomas Barreiro (CAN) | 0                 |
|  | Bye                   | Bye                   |                 |  |  | Kevin Mejía (HON)     | Kevin Mejía (HON)     | 8                 |
|  | Kevin Mejía (HON)     |                       |                 |  |  |                       |                       |                   |
|  |                       |                       |                 |  |  |                       |                       |                   |
|  |                       |                       |                 |  |  |                       |                       |                   |
|  |                       |                       |                 |  |  |                       |                       |                   |

|  | Primeira rodada          | Primeira rodada     | Primeira rodada |  |  | Disputa do bronze        | Disputa do bronze        | Disputa do bronze |
|  |                          |                     |                 |  |  |                          |                          |                   |
|  | Bye                      |                     |                 |  |  |                          |                          |                   |
|  | Luillys Pérez (VEN)      | Luillys Pérez (VEN) |                 |  |  | Luillys Pérez (VEN)      | Luillys Pérez (VEN)      | 9                 |
|  | Bye                      | Bye                 |                 |  |  | José Antonio Arias (DOM) | José Antonio Arias (DOM) | 0                 |
|  | José Antonio Arias (DOM) |                     |                 |  |  |                          |                          |                   |
|  |                          |                     |                 |  |  |                          |                          |                   |
|  |                          |                     |                 |  |  |                          |                          |                   |
|  |                          |                     |                 |  |  |                          |                          |                   |